# Aalaa Konaweha
Aalaa Konaweha är ett vattendrag i Indonesien.   Det ligger i provinsen Sulawesi Tenggara, i den centrala delen av landet, 1 600 km öster om huvudstaden Jakarta.